# Orites excelsus
Espèce
Classification phylogénétique
Orites excelsus est une espèce de plantes à fleurs du genre Orites et de la famille des Proteaceae. C'est un arbre originaire des forêts tropicales du nord de la Nouvelle-Galles du Sud et du sud-est du Queensland, en Australie. Il est connu dans son pays sous les noms communs Prickly Ash, Mountain Silky Oak ou White Beefwood.